# カラ・ウォーカー

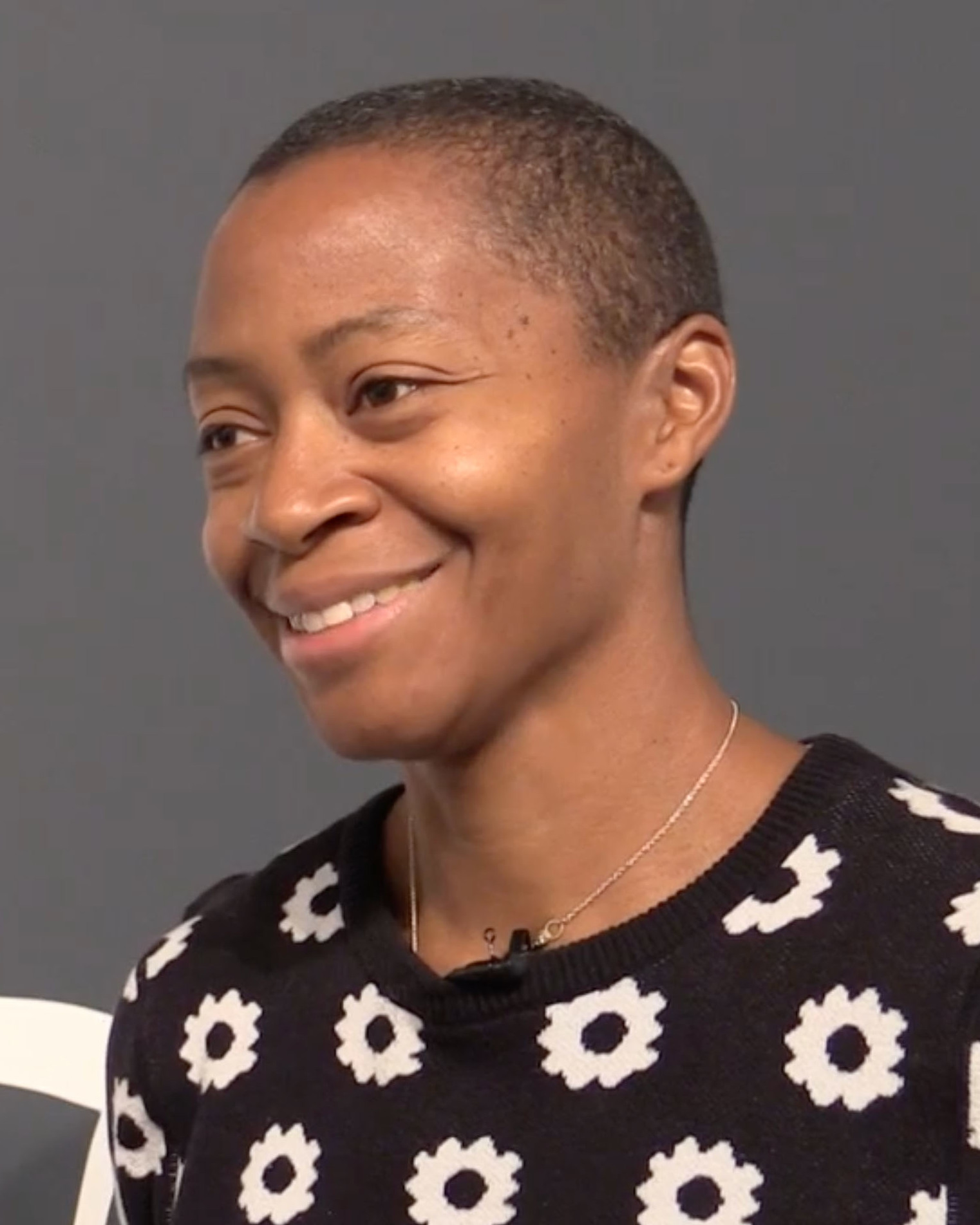
Kara Walker

カラ・ウォーカー （Kara Elizabeth Walker、1969年11月26日 - ）は人種、ジェンダー、セクシュアリティ、バイオレンス、アイデンティティなどをテーマに活動を行うアメリカ人コンテンポラリーアーティストであり、画家。代表的な作品として、黒い切り絵のタブロー（活人画）を、部屋全体に展開したインスタレーションが知られている。現在はニューヨークを拠点に活動し、ラトガース大学、大学院美術科（MFA）の教員を務める。